# Volvariella bombycina
Volvariella bombycina là một loài nấm ăn được thuộc họ Pluteaceae. Đây là một loài không thường gặp nhưng có phạm vi phân bố rộng, đã được ghi nhận tại châu Á, châu Âu, Caribe, Úc, và châu Mỹ. Quả thể phát triển từ một nang dẹp, giống hình trứng. Nang nở ra và phát triển nhanh chóng, để lại xác nang tại gốc quả thể. Mũ nấm có thể đạt đường kính tới 20 cm (8 in) và có màu trắng hay hơi vàng. Quả thể mọc đơn lẽ hoặc theo đám, thường xuất hiện trên hốc, rãnh hay bọng cây du và cây phong cũ. V. bombycina chứa các hợp chất có tính kháng sinh.

## Phân loại

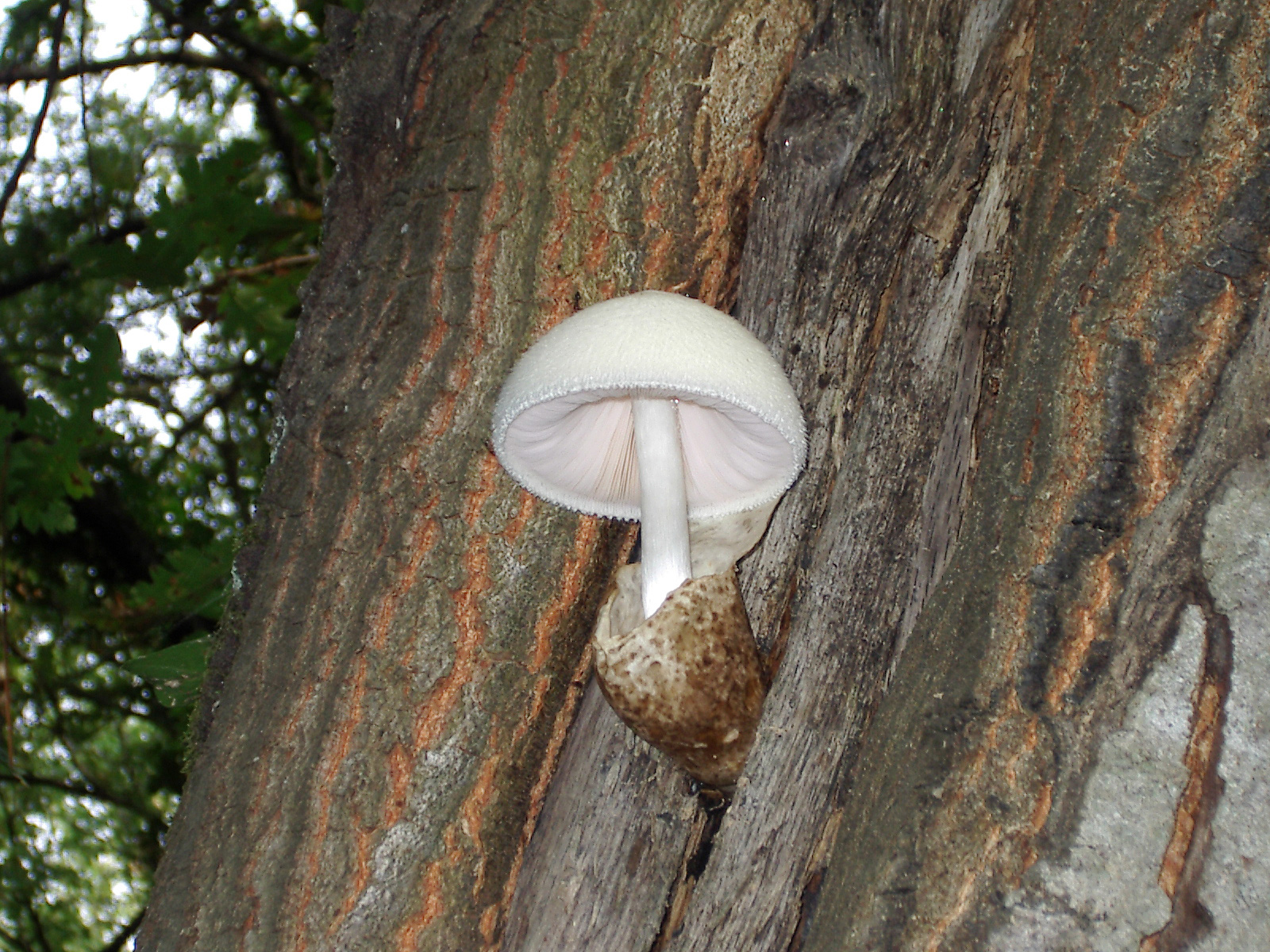
Hình ảnh Volvariella bombycina.

Loài này được mô tả lần đầu năm 1774 bởi nhà tự nhiên học người Đức Jacob Christian Schäffer dưới tên Agaricus bombycinus. Nó từng được đặt trong nhiều chi, gồm Pluteus (bởi Elias Fries, 1836), Volvaria (Paul Kummer, 1871), và Volvariopsis (William Alphonso Murrill, 1911). Rolf Singer đặt loài này trong chi hiện tại, Volvariella, năm 1951. Một số tên khác từng được gán cho loài này là Amanita calyptrata (Jean-Baptiste Lamarck, 1783) và Agaricus denudatus (August Johann Georg Karl Batsch, 1783) nhưng những tên này không được công nhận do tên của Schäffer đặt trước đó năm 1774 có quyền ưu tiên.
Năm 1949, Murrill mô tả thứ flaviceps từ những cá thể mọc trên gỗ Magnolia tại Gainesville, Florida. Dù ban đầu được mô tả như một loài mới, có tên Volvaria flaviceps, Robert Shaffer xem nó là một thứ của V. bombycina. Thứ microspora được mô tả năm 1953, đặt tên bởi R.W.G. Dennis năm 1961; thứ palmicola từng bị xem là một loài riêng với tên Volvaria palmicola, mô tả bởi Maurice Beely năm 1928, nhưng sau đó được chuyển thành một thứ của V. bombycina bởi cùng tác giả năm 1937.
Nguồn gốc của tên chi Volvariella (cũng như Volvaria và Volvariopsis, những chi mà loài này từng được đặt vào) xuất phát từ tiếng Latin volva, nghĩa là "tờ bọc" hay "giấy gói". Tên loài bombycina cũng có gốc Latin bombyc, nghĩa là "mịn", "mượt". Tên thường gọi trong tiếng Anh gồm "silky sheath", "silky rosegill", "silver-silk straw mushroom", và "tree mushroom".

## Môi trường sống và phân bố

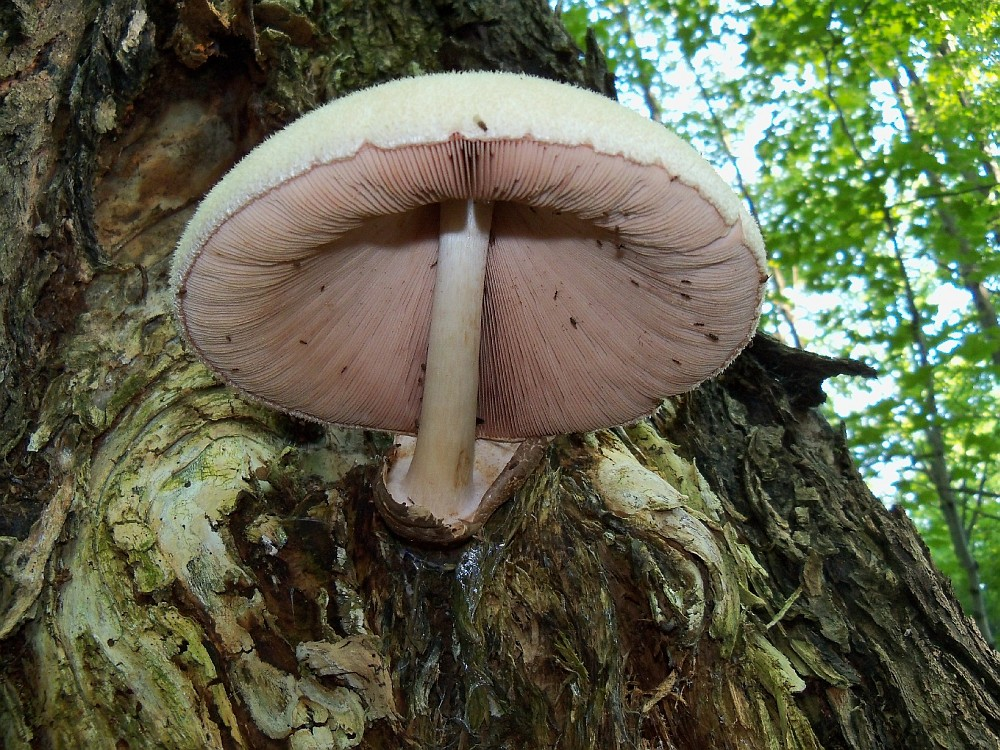
Quả thể thường mọc trên rãnh hoặc bọng cây; ở đây là cây phong đường.

Volvariella bombycina là một loài sống hoại sinh. Quả thể mọc đơn hay theo đám trên rãnh hay bọng cây gỗ cứng. Chúng ưa thích các loài cây như phong đường, phong hoa đỏ, phong bạc, mộc lan, xoài, cử, sồi, và du. Dù thường phụ thuộc vào gỗ cứng, từng có ghi nhận V. bombycina phát triển trong trường hợp hiếm mọc trên gỗ thông. Đây là một loài ít gặp nhưng có phạm vi phân bố rộng, với những ghi nhận từ châu Á (Trung Quốc, Ấn Độ, Hàn Quốc, Pakistan), Caribe (Cuba), Úc, châu Âu, Bắc Mỹ, và Nam Mỹ. Tại Hungary năm 2005, nó chính thức được luật pháp bảo vệ. Thứ microspora hiện diện tại Venezuela, còn thứ V. bombycina var. palmicola sống ở Cộng hòa Dân chủ Congo.